# قصر الملكة أروى
قصر الملكة أروى أو قصر الملكة ٱلْحُرَّة كان مقر إقامة الملكة اليمنية أروى بنت أحمد الصليحي، التي حكمت في القرن الحادي عشر الميلادي، يقع القصر في منطقة جبلة، وتضم الآثار الواسعة لقصر الملكة 365 غرفة.

## صور

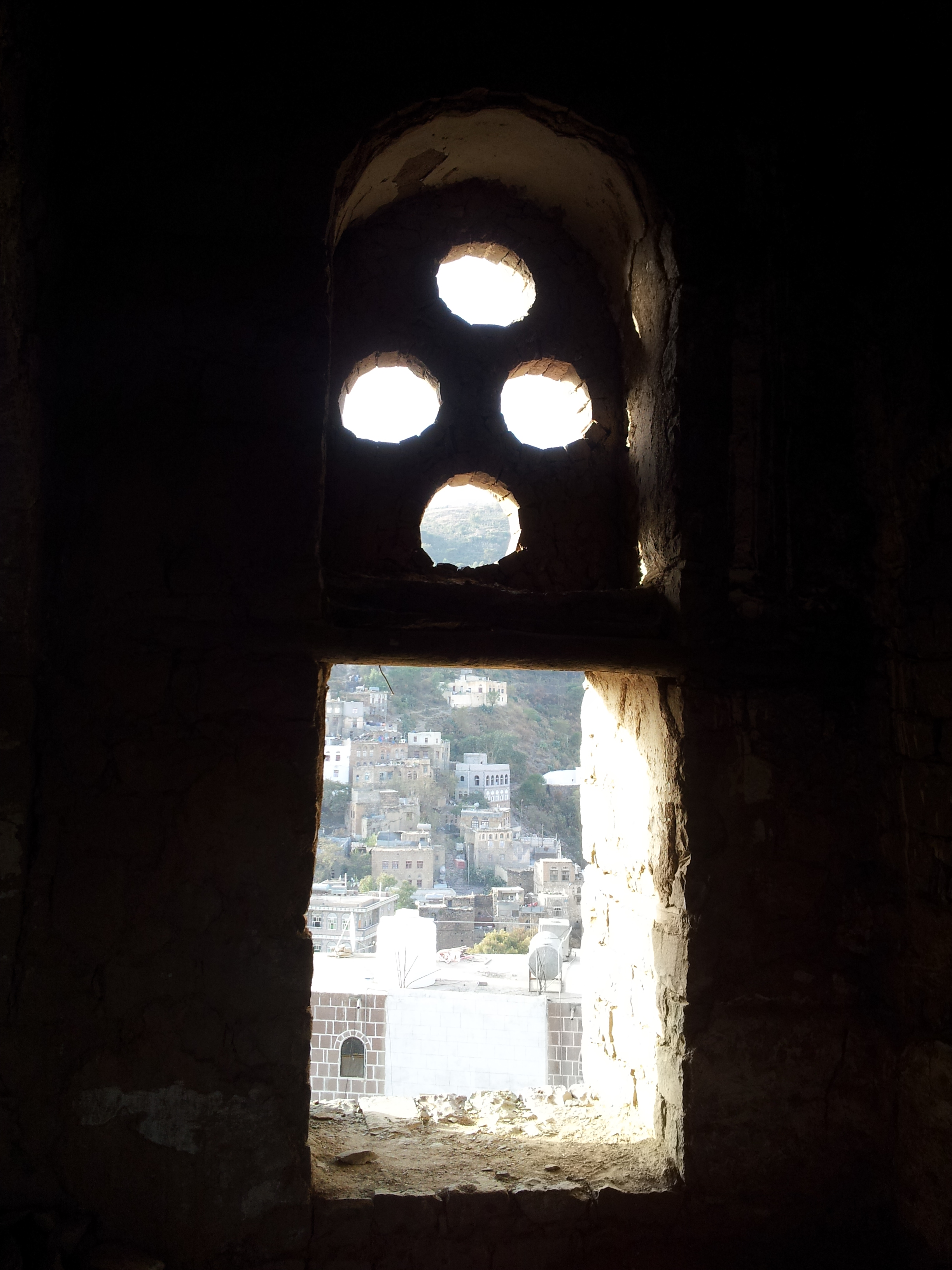
نافذة في قصر الملكة أروى
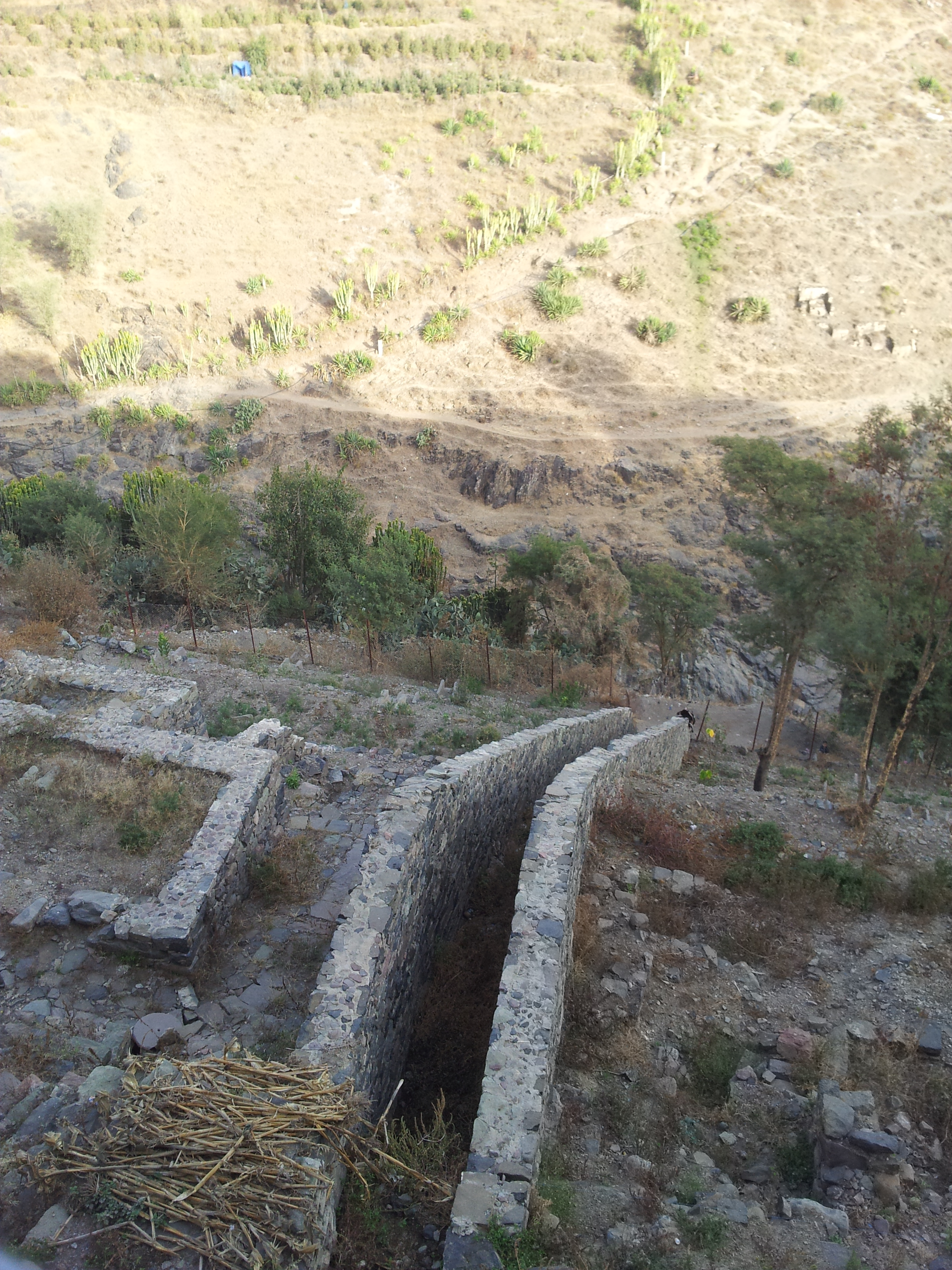
نظام الصرف الصحي للقصر
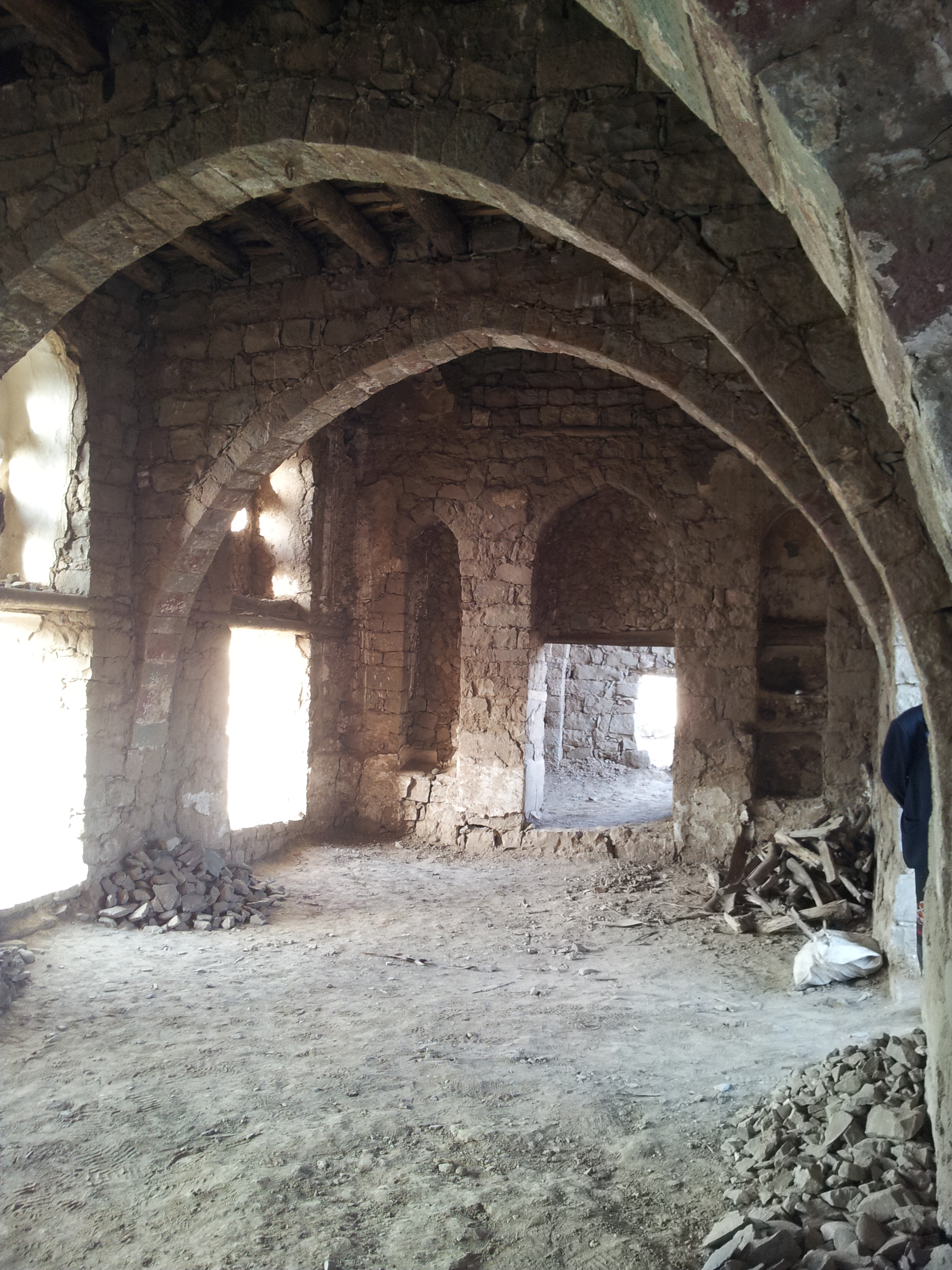
محكمة
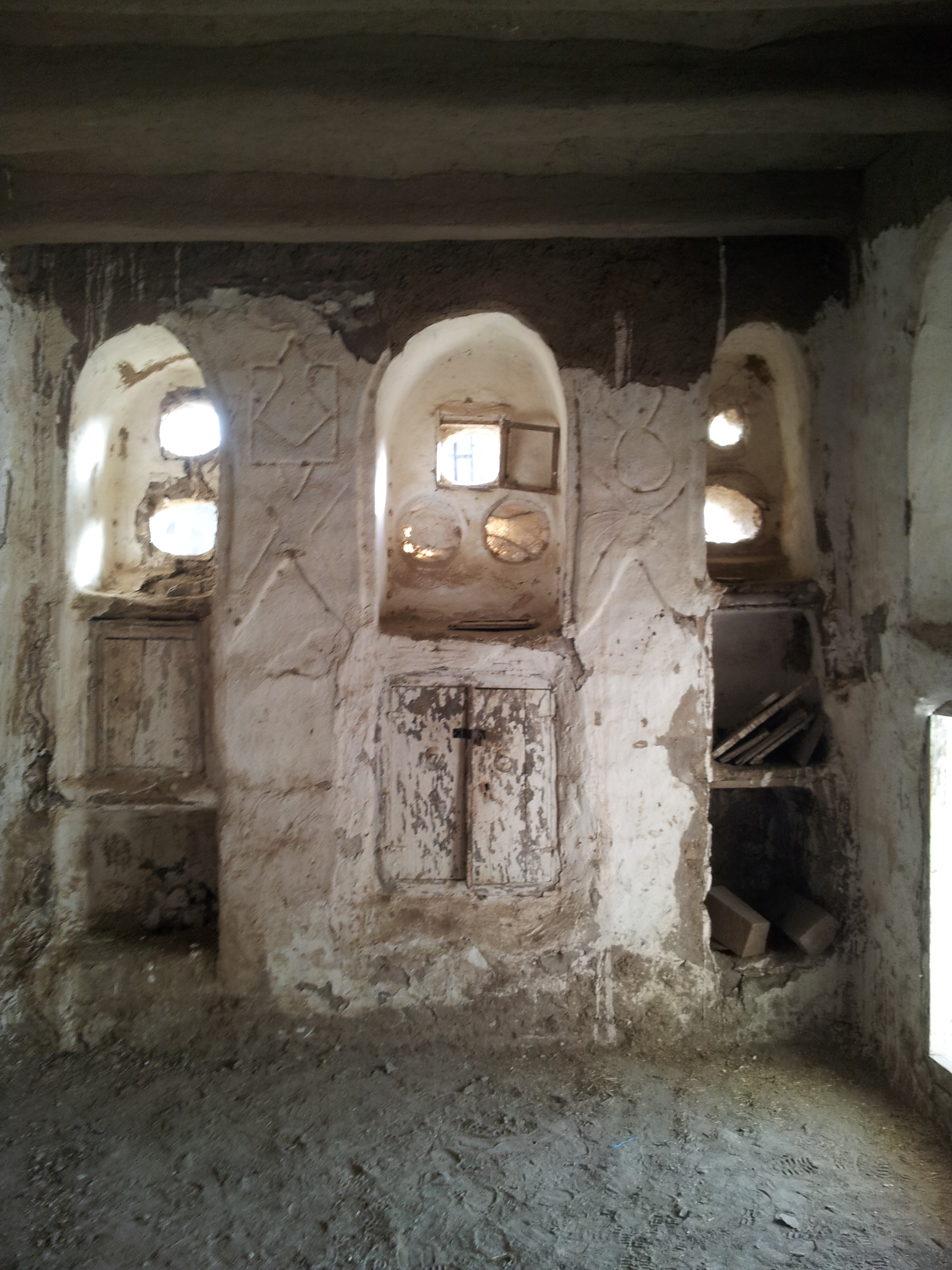
النوافذ والرفوف
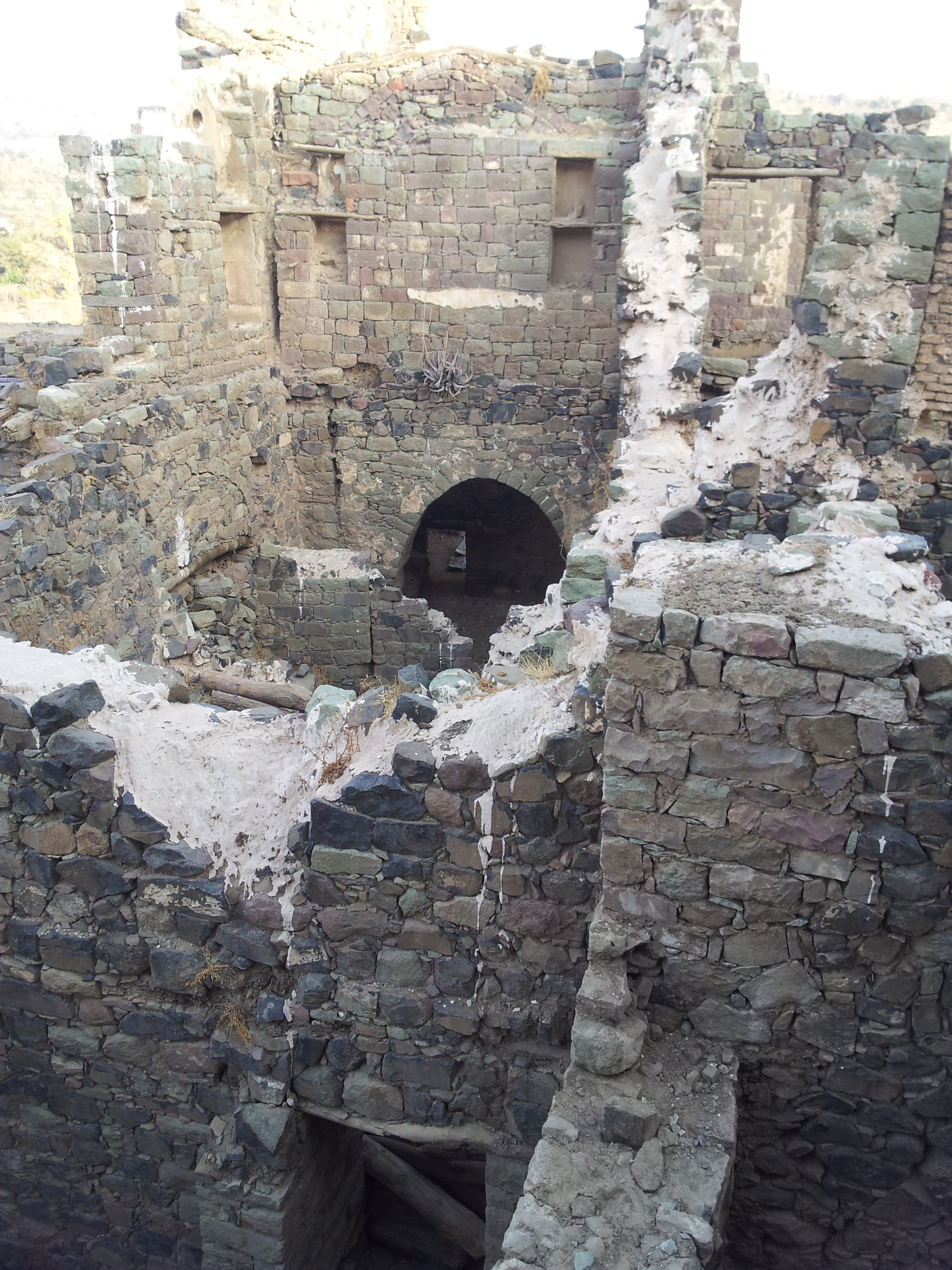
أثار
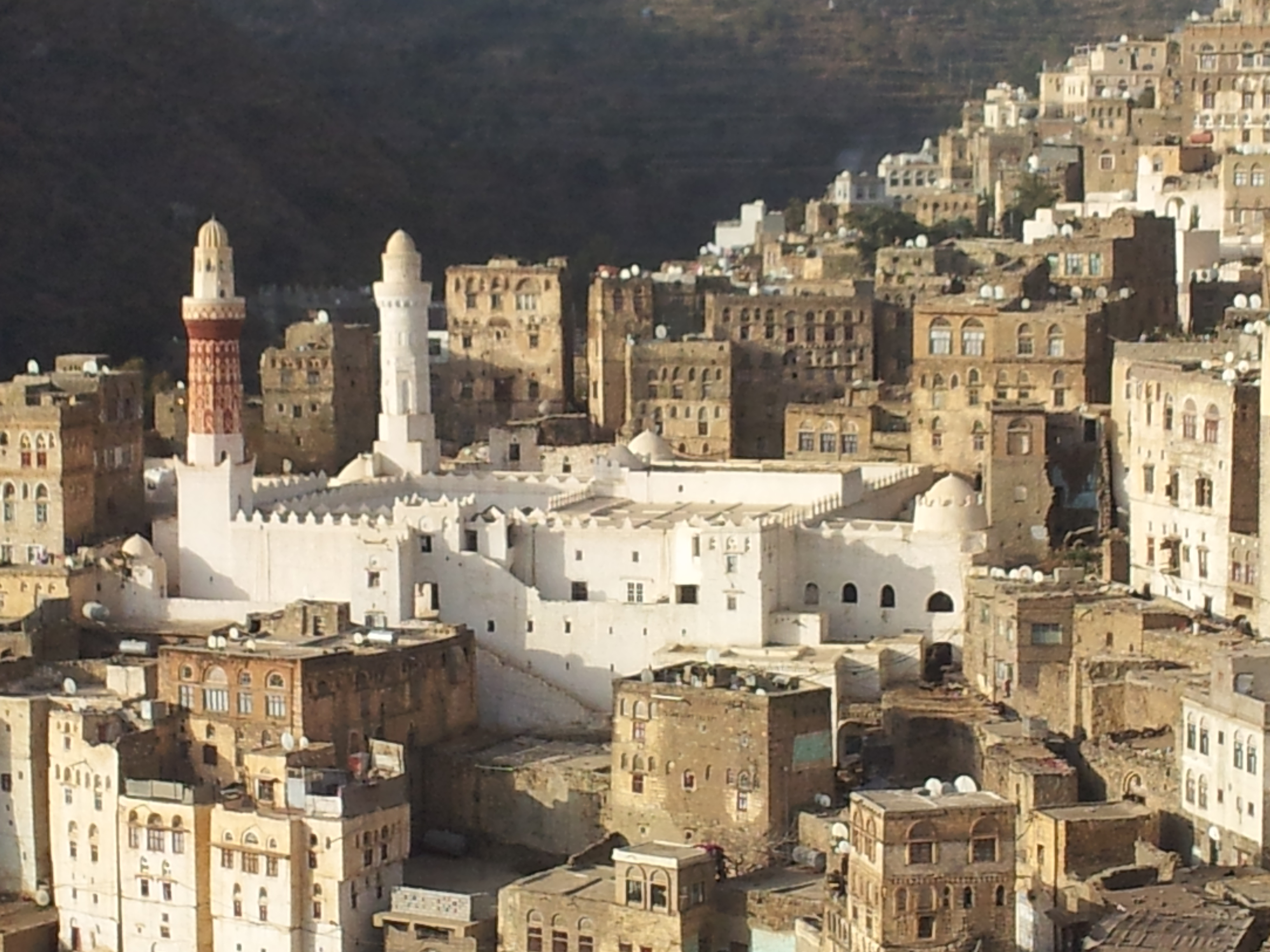
مسجد الملكة أروى كما يظهر من القصر

## روابط خارجية
- قصر الملكة أروى